# Чешнєвек (Требнє)
Чешнєвек (словен. Češnjevek) — поселення в общині Требнє, регіон Південно-Східна Словенія, Словенія.